# Екатерина Французская
Екатерина Французская или Екатерина Валуа (фр. Catherine de France, Catherine de Valois; 1428, Шинон — 13 июля 1446, Брюссель) — дочь Карла VII, короля Франции, и его жены Марии Анжуйской.

## Биография
Екатерина родилась в 1428 году в замке Шинон. Она была четвёртым ребёнком и второй дочерью в семье. Росла здоровым и подвижным ребенком и была любимицей своей матери.
Екатерина вышла замуж в Блуа, 19 мая 1440 года за Карла, графа Шароле. Ей было двенадцать лет, а её мужу семь. Она умерла несколько лет спустя, 30 июля 1446 года, в Брюсселе, в возрасте восемнадцати лет. Карл женился в 1454 году на Изабелле де Бурбон. Герцогом Бургундии он стал в 1467 году.

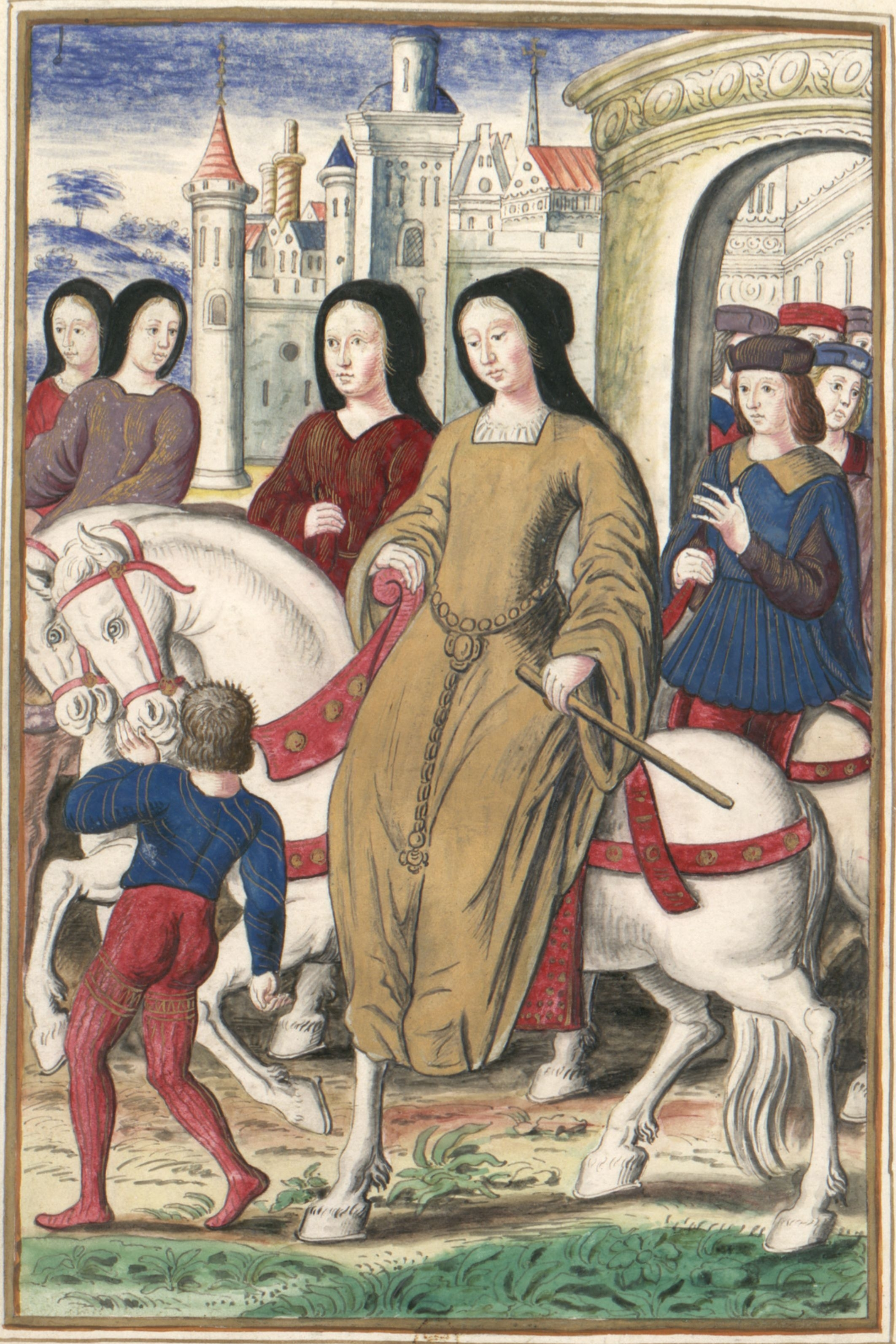
Екатерина Французская. Миниатюра из «Хроники» Ангеррана де Монстреле.